# Бернштейн, Самуил Борисович
Самуи́л Бори́сович Бернште́йн (21 декабря 1910 [3 января 1911], с. Баргузин, Забайкальская область — 6 октября 1997, Москва) — советский и российский лингвист-славист, балканист, диалектолог, специалист по болгарскому языку, лингвистической географии. Доктор филологических наук, профессор. Автор мемуаров, историк науки.
Иностранный член Болгарской и Македонской академий наук.

## Биография
Родился в семье Бориса Самойловича Бернштейна (1887—1938?) и Софьи Моисеевны Дубниковой. Б. С. Бернштейн в 18 лет за революционную деятельность был приговорён к 4 годам каторги, которую отбывал в Горном Зерентуе, и последующей пожизненной ссылке.
После окончания каторги Борис Самойлович поселился в Баргузине, где встретил свою будущую жену, работавшую фельдшерицей. В 1915 года семья перебралась в Читу, потом в Верхнеудинск, а затем на Сахалин.
В 1928 году С. Б. Берштейн окончил среднюю школу в Никольск-Уссурийске и отправился поступать в Московский университет на философский факультет, от чего его отговорил секретарь приёмной комиссии. Тогда Бернштейн изменил свой выбор в пользу историко-этнологического факультета. Как сын служащего он не имел права на поступление в университет, однако благодаря помощи общества политкаторжан был допущен к вступительным экзаменам, которые успешно сдал.
Специализировался по славистике, занимался на отделении западных и южных славян, его учителями были члены-корреспонденты АН СССР А. М. Селищев и Г. А. Ильинский. В 1931 году окончил университет и поступил в аспирантуру Московского научно-исследовательского института языкознания при Наркомпросе. Бернштейн был последовательным противником «яфетической теории» и являлся членом антимарристской группы «Языкофронт». Когда «проработкам» марристов начал подвергаться научный руководитель Бернштейна А. М. Селищев, Самуил Борисович был единственным, кто выступил в его поддержку. В январе 1932 года Селищев был уволен из Научно-исследовательского института языкознания, а спустя месяц из аспирантуры Института, а также из «Языкофронта» был исключён и сам Бернштейн. Летом 1932 года в ситуацию вмешался нарком просвещения А. С. Бубнов, и учёных восстановили в Институте.
В 1934 году на глазах Бернштейна разворачивалось «Дело славистов», в ходе которого были арестованы Г. А. Ильинский и А. М. Селищев. Был нанесён тяжёлый урон советскому славяноведению, и в послевоенный период именно на плечи Бернштейна во многом легла задача восстановления в СССР этой области знания. В связи с ликвидацией НИЯЗ продолжать работу над кандидатской диссертацией «Тюркские элементы в языке дамаскинов XVII—XVIII веков» Бернштейн был вынужден в Ленинграде под руководством М. Г. Долобко. В 1934 году состоялась защита диссертации, в роли оппонентов выступили М. Г. Долобко и Н. К. Дмитриев.
В 1934—1938 годах руководил кафедрой болгарского языка и литературы Одесского педагогического института, а в 1937—1939 был заведующим кафедрой языкознания и деканом литературного факультета в Одесском университете. В 1938 году был репрессирован отец Бернштейна, получивший «десять лет без права переписки» (реабилитирован в 1956 году).
С осени 1939 года Бернштейна пригласили в Московский институт философии, литературы и истории, в 1941 влившийся в состав МГУ, где он читал лекции по введению в славянскую филологию, сравнительной грамматике славянских языков и отдельным славянским языкам. В 1941—1943 годах филологический факультет МГУ находился в эвакуации в Ашхабаде, где Бернштейн был исполняющим обязанности заведующего кафедрой славяно-русского языкознания и декана факультета. После возвращения в 1943 году в Москву номинально стал заместителем заведующего новооткрытой кафедрой славянской филологии академика Н. С. Державина, однако фактически именно на Бернштейна легла вся организаторская работа.
В 1943 году поступил в докторантуру Института языкознания АН СССР. 6 декабря 1946 года там же защитил докторскую диссертацию на тему «Язык валашских грамот XIV—XV ст.». Оппонентами выступили Н. С. Державин, Л. А. Булаховский, М. В. Сергиевский и Б. А. Ларин. С 1947 года стал работать также в новообразованном Институте славяноведения АН СССР, где сначала исполнял обязанности заведующего сектором филологии. 10 января 1948 года Бернштейну было присвоено звание профессора.
С осени 1948 года Бернштейн стал заведующим кафедрой славянской филологии и славянским отделением факультета. В МГУ Бернштейн читал лекции по широкому спектру предметов: введению в славянскую филологию, сравнительной грамматике славянских языков, истории и диалектологии болгарского, сербохорватского, чешского и польского языков, истории болгарского литературного языка, болгарской лексикологии и лексикографии, старославянскому языку, турецкому языку, общему языкознанию и истории отдельных славянских литератур. Бернштейн считал, что этимология самоназвания «славяне» связана с индоевропейским словом *s-lau̯-os, что значит «народ», ср. греч. λᾱός, где отсутствует индоевропейское подвижное s (во Введении «Очерка сравнительной грамматики славянских языков»).
Сегодняшний день оглушил нас всех, не только лингвистов, но и всех гуманитариев. Произошло почти чудо: в сегодняшнем номере газеты «Правда» напечатана огромная для газеты статья профессора Тбилисского университета Чикобавы «О некоторых вопросах советского языкознания». В статье даётся беспощадный анализ теории Марра. Автор показывает, что новое учение о языке коренным образом противоречит марксизму и данным языкознания. В основных своих частях статья убедительна. Публикация статьи в «Правде» вне зависимости от конкретных исходов дискуссии показывает, что возврата к прежнему положению быть не может.
В 1950 году, когда марризм почти добился статуса господствующей в советском языкознании концепции, Бернштейна обвинили в попытке «продлить агонию индоевропеистики» и оповестили о том, что в должности заведующего кафедрой славянской филологии он останется ещё лишь год, чтобы подготовить себе смену. Ситуацию спас начавшийся в этом же году возврат к традиционному сравнительно-историческому языкознанию, произошедший после появления в «Правде» статей А. С. Чикобавы и Сталина. Должность заведующего кафедрой в МГУ Бернштейн занимал до 1970 года, после чего остался на кафедре в должности профессора.
В 1951 году в Институте славяноведения был выделен сектор славянского языкознания, который возглавил Бернштейн. В 1977 году сектор был разделён и Бернштейн стал руководителем Группы этнолингвистики и славянских древностей. С 16 марта 1981 года Бернштейна назначили руководителем Группы общекарпатского диалектологического атласа. 30 июня 1986 года Бернштейн вышел на пенсию, однако продолжил работать в Институте ведущим научным сотрудником-консультантом.
С. Б. Бернштейн был научным руководителем большого количества аспирантов Института славяноведения. Среди них будущие академики Н. И. Толстой, В. Н. Топоров и О. Н. Трубачёв; такие учёные как Е. И. Демина, В. К. Журавлёв, В. М. Иллич-Свитыч, Н. А. Кондрашов, Т. В. Попова, Е. В. Чешко, Г. Михаилэ, Р. Эккерт. В МГУ аспирантами Бернштейна были Н. Е. Ананьева, Т. С. Тихомирова, Р. П. Усикова и др.
Умер в 1997 году. Похоронен на Введенском кладбище (4 уч.).

## Научное наследие
Автор более 400 печатных работ, в том числе более 20 монографий, учебников и словарей. Из них наиболее заметны неоконченный, но весьма подробный «Очерк сравнительной грамматики славянских языков» (ч. 1, 1961, ч. 2, 1974), а также историко-филологическая монография «Константин-философ и Мефодий» (1984).
Одной из основных сфер деятельности Бернштейна была болгаристика и в первую очередь болгарская диалектология. Уже в 30-е годы он начинает заниматься изучением болгарских говоров на территории Украины. В послевоенные годы создание Института славяноведения позволило придать этой работе планомерный характер. В 40-60-е годы под руководством Берштейна в болгарских сёлах на территории СССР (Бессарабия и Приазовье) было собрано большое количество болгарского диалектного материала, опубликованного и проанализированного в десятках статей и нескольких монографиях. Вышло десять выпусков серии «Статьи и материалы по болгарской диалектологии». Главным итогом работы стал «Атлас болгарских говоров в СССР», подготовленный Бернштейном совместно с Е. В. Чешко и Э. И. Зелениной и изданный в 1958 году. Затем совместно с болгарским диалектологом С. Стойковым Бернштейн разработал концепцию «Болгарского лингвистического атласа» и участвовал в подготовке первого тома (последующие тома выходили уже без участия советских диалектологов).
Опыт, накопленный при работе над «Атласом болгарских говоров в СССР», помог Бернштейну при разработке концепции Общеславянского лингвистического атласа. В 1958 году Бернштейн совместно с Р. И. Аванесовым выступил на IV Международном съезде славистов с докладом «Лингвистическая география и структура языка», посвящённым будущему атласу. Затем Самуил Борисович принимал участие в решении теоретических и практических проблем на первом этапе создания Общеславянского лингвистического атласа (подготовка вопросника, определение сетки обследуемых населённых пунктов). Однако впоследствии из-за внутренних конфликтов в коллективе атласа Бернштейн некоторые другие сотрудники Института славяноведения были вынуждены самоустраниться от работы над атласом.
В 1961 году Бернштейн стал работать над проектом «Карпатского диалектологического атласа». В 1967 году атлас, посвящённый украинским говорам Карпат, был издан. В его подготовке кроме самого Самуила Борисовича участвовали его ученики — В. М. Иллич-Свитыч, Г. П. Клепикова, Т. В. Попова, В. В. Усачёва. Впоследствии Бернштейн пришёл к идеи расширения исследуемой области и привлечения неславянского языкового материала, о чём в 1973 году он сделал доклад на Международном съезде славистов. В 1983, 1989, 1991, 1993, 1994 и 1997 годах вышли выпуски «Общекарпатского диалектологического атласа», подготовленного при участии учёных Польши, Чехословакии, Венгрии, Болгарии и Югославии.
Бернштейну принадлежит свыше 50 работ по истории славистики. В 1940-е годы он пишет ряд очерков о выдающихся славистах — В. Ягиче, А. И. Томсоне, А. М. Селищеве, Н. С. Державине. Впоследствии из-под пера Бернштейна выходит множество биографий и некрологов как славистов предшествующих поколений, так и современников, также учеников: П. И. Кёппена, И. И. Срезневского, В. И. Григоровича, П. С. Билярского, М. С. Дринова, Б. М. Ляпунова, В. Н. Щепкина, Л. А. Булаховского, Н. К. Дмитриева, А. Теодорова-Балана, Л. Милетича, А. Белича, М. Фасмера, Т. Лер-Сплавинского, В. Дорошевского, И. Лекова, С. Стойкова, Р. И. Аванесова, О. Н. Трубачева, В. М. Иллич-Свитыча и других. Кроме того, Бернштейн писал обобщающие очерки о различных направлениях славистики: «Вклад учёных Московского университета в изучение болгарского языка», «Из истории изучения южных славянских языков в России и СССР», «Русское славяноведение о серболужицких языках», «Советской славянской филологии 50 лет», «Cyrillo-methodiana в России». Статью «Трагическая страница из истории славянской филологии (30-е годы XX в.)» Бернштейн посвятил «Делу славистов». Уже после смерти учёного под названием «Зигзаги памяти» были частично изданы его дневниковые записи.

## Труды
- Болгарско-русский словарь. Под общ. ред. акад. Н. С. Державина. С прил. краткого грамматич. очерка болгарского языка проф. Бернштейна. Около 30 000 слов. М., ГИС. 495 с. [совместно с Т. С. Лукановым и Е. П. Тиневой].
  - Болгарско-русский словарь. Около 45 000 слов. М.: Государственное издательство иностранных и национальных словарей, 1953.
  - Болгарско-русский словарь. Около 58 000 слов. М.: Советская энциклопедия, 1966.
- Разыскания в области болгарской исторической диалектологии. Т. 1. Язык валашских грамот XIV—XV веков. М.—Л.: Изд-во АН СССР, 1948.
- Учебник болгарского языка, М.: Изд-во лит-ры на иностр. яз., 1948. — 272 с.
- Вячеслав Николаевич Щепкин. М., 1955. — 43 с. (Замечательные учёные Московского университета.)
- Очерк сравнительной грамматики славянских языков. Введение. Фонетика. М., АН СССР, 1961.
  - Gramatica comparată a limbilor slave. București: Editura didactică și pedagogică, 1965.
- Очерк сравнительной грамматики славянских языков. Чередования. Именные основы. — М.: Наука, 1974.
  - Zarys gramatyki porównawczej języków słowiańskich: Alternacje. Tematy imienne. Warszawa: PWN, 1985).
- Константин-Философ и Мефодий. Начальные главы из истории славянской письменности. М., 1984;
- А. М. Селищев — славист-балканист. М.: Наука, 1987.
- Из проблематики диалектологии и лингвогеографии. Сборник статей. М.: Индрик: 2000.
- Зигзаги памяти. М.: Институт славяноведения РАН, 2002.
- Сравнительная грамматика славянских языков. М., 2005.
- Труды по истории славистики. М.: Институт славяноведения РАН, 2011.

- (совместно с Б. В. Чешко и Э. И. Зелениной) Атлас болгарских говоров в СССР. Том 1: Вступительные статьи, комментарии к картам. Том 2: Карты. 109 карт. М.: АН СССР, 1958.
- (совместно с Т. Костовой, И. Кочевым, М. Лиловым, М. Младеновым, С. Стойковым, X. Топаловой, X. Холиолчевым, Г. К. Венедиктовым, Э. И. Зелениной, Г. П. Клепиковой, Т. В. Поповой, Е. В. Чешко) Български диалектен атлас. Т. 1—2. Югоизточна България. Съставен под ръководството на Ст. Стойков и С. Б. Бернщейн. София, БАН. Ч. 1. Карты. Ч. 2. Статии. Коментари. Показалци. 204 с.
- (совместно с В. М. Иллич-Свитычем, Г. П. Клепиковой, Т. В. Поповой, В. В. Усачёвой) Карпатский диалектологический атлас. М., «Наука». Ч. 1. 271 с. Ч. 2. Карты. 212 карт.

- Польский язык // Литературная энциклопедия, 1935, т. 9, стлб. 119—123.
- З історії болгарської орфографії // Мовознавство, 1937, № 11. С. 103—114.
- Развитието на българския литературен език. Приложение към учебника на Д. П. Дринов «Българска граматика за средното училище». Киев, 1937. С. 1—16.
- Македонский язык // Большая советская энциклопедия, 1938, т. 37, стлб. 743—744.
- Болгарские говоры Украины (Ольшанский район) // Hayкoві записки Одеського педагогічного інституту, 1939, т. 1. С. 111—123.
- К истории языковедения в Одессе. Материалы для биографии В. Ягича // Труды Одесского университета, 1940, т. 1. С. 41—56.
- Польский язык // Большая советская энциклопедия, 1940, т. 46. С. 234—235.
- А. И. Томсон. (К пятилетию со дня смерти) // Русский язык в школе, 1941, № 1. С. 80—84.
- К вопросу о диалектной основе польского литературного языка // Известия АН СССР. Отделение литературы и языка, 1941, № 1. С. 99—105.
- Морфологические заметки // Учёные записки МГПИ, 1941, т. 5, вып. 1. С. 98—102.
- [под псевдонимом С. Одинцов] Русская культура и славянство // Красная новь, 1941, № 9—10. С. 133—137.
- Óndra Lysohorský // Nowe widnokręgi, 1941, № 8. С. 38—40.
- [под псевдонимом С. Одинцов] Turco-Slavica. К изучению турецких элементов в языке дамаскинов XVII—XVIII веков // Труды МИИФЛИ, 1941, т. 7. С. 24—40.
- О болгарском языке // И. Г. Кара-Иванов. Русско-болгарский словарь. М., 1944. С. 4—5.
- Сербо-лужицкая литература // Большая советская энциклопедия, 1944, т. 50. С. 849.
- Сербская литература // Большая советская энциклопедия, 1944, т. 50. С. 850—853.
- Сербский язык // Большая советская энциклопедия, 1944, т. 50. С. 854—855.
- Словацкая литература // Большая советская энциклопедия, 1945, т. 51, стлб. 397—399.
- Словацкий язык // Большая советская энциклопедия, 1945, т. 51, стлб. 400.
- Словенский (словинский) язык // Большая советская энциклопедия, 1945, т. 51, стлб. 401—402.
- Культурные связи болгар и русских // Балканские страны. М., 1946. С. 374—376.
- Культурные связи сербов и русских // Балканские страны. М., 1946. С. 178—179.
- Литература (болгарская) // Балканские страны. М., 1946. С. 365—368.
- Литература (сербская, хорватская, словенская) // Балканские страны. М., 1946. С. 157—166.
- Язык (Албания) // Балканские страны. М., 1946. С. 481.
- Язык (болгарский) // Балканские страны. М., 1946. С. 364—365.
- Язык (сербохорватский) // Балканские страны. М., 1946. С. 155—157.
- Славянская филология в Московском университете // Московский университет, 1946, 18 марта.
- В. Н. Щепкин — историк болгарского языка (К 25-летию со дня смерти) // Доклады и сообщения филологического факультета МГУ, 1947, выпуск 2. С. 84—87.
- К вопросу об источниках славянской письменности в Валахии // Известия АН СССР. Отделение литературы и языка, 1947, том 6, выпуск 2. С. 125—135.
- Краткий грамматический очерк чешского языка // Чешско-русский словарь. Под ред. П. Г. Богатырёва. М., 1947. С. 394—432.
- Селищев — балкановед // Доклады и сообщения филологического факультета МГУ, 1947, выпуск 4. С. 11—30.
- Список печатных работ профессора Афанасия Матвеевича Селищева // Доклады и сообщения филологического факультета МГУ, 1947, выпуск 4. С. 85—90.
- Академик Н. С. Державин. (К 70-летию со дня рождения) // Доклады и сообщения филологического факультета МГУ, 1948, выпуск 6. С. 79—80.
- Болгарский лингвистический атлас // Вестник Академии наук СССР, 1948, № 2. С. 119—122.
- Из подготовляемых работ. Македонский язык // Вестник Академии наук СССР, 1948, № 4. С. 85—86.
- К вопросу о форме 3-го л. ед. ч. настоящего времени в македонском литературном языке // Вестник МГУ, 1948, выпуск 2. С. 13—21.
- Крупнейший знаток истории славянства // Труд, 1948, 1 июня.
- О подготовке славистов-филологов в Московском университете // Доклады и сообщения филологического факультета МГУ, 1948, выпуск 6. С. 76—78.
- Лингвистический атлас болгарских говоров СССР // Известия АН СССР. Отделение литературы и языка, 1949, том 8, выпуск 3, С. 245—253.
- Из истории конъюнктных местоимений в болгарских говорах // Вестник МГУ, 1949, выпуск 4. С. 81—88.
- Отчёт о диалектологической поездке в болгарские села Молдавской ССР и Измаильской области УССР летом 1947 г. // Учёные записки Института славяноведения АН СССР, 1949, том 1. С. 385—391.
- (совместно с И. К. Буниной) Предварительный отчёт о диалектологической экспедиции в болгарские села Молдавской ССР и Измаильской области УССР // Учёные записки Института славяноведения АН СССР, 1949, том 1. С. 395—396.
- Страница из истории болгарской иммиграции в Россию во время русско-турецкой войны 1828—1829 гг. // Учёные записки Института славяноведения АН СССР, 1949, том 1. С. 327—341.
- Болгарский язык // Большая советская энциклопедия, 1950, издание 2-е, том 5. С. 452—454.
- Задачи изучения болгарских говоров СССР // Учёные записки Института славяноведения АН СССР, 1950, том 2. С. 219—224.
- К вопросу о периодизации истории болгарского языка // Известия АН СССР. Отделение литературы и языка, 1950, том 9, выпуск 2. С. 108—118.
- Краткое изложение доклада на Учёном совете Института славяноведения АН СССР 10 июля 1950 г. — Известия АН СССР. Серия истории и философии, том 7, № 4. С. 356—357. То же // Myśl współczesna. Warszawa — Łódź, № 11—12. S. 367—369.
- О языке города Болграда // Учёные записки Института славяноведения АН СССР, 1950, том 2. С. 225—231.
- Вопросы изучения славянских языков в свете трудов И. В. Сталина по языкознанию // Учёные записки Института славяноведения АН СССР, 1951, том 3. С. 5—38.
- Новое о языке минойских надписей (по поводу работ проф. Вл. Георгиева) // Известия АН СССР. Отделение литературы и языка, 1951, том 10, выпуск 2. С. 198—200.
- О некоторых вопросах лингвистического картографирования // Славянская филология, 1951, выпуск 1. С. 17—23.
- Об одном чехо-моравизме в памятниках старославянского языка // Учёные записки Института славяноведения АН СССР, 1951, том 3. С. 320—327.
- (совместно с Е. В. Чешко) Опыт классификации болгарских говоров СССР // Учёные записки Института славяноведения АН СССР, 1951, том 4. С. 327—343.
- Славянские элементы в молдавском языке // Тезисы докладов научных сотрудников Института языкознания АН СССР и Института истории, языка и литературы Молдавского филиала АН СССР на совместной сессии, посвящённой вопросам молдавского языкознания. Кишинев, 1951. С. 43—44.
- Труды И. В. Сталина по языкознанию и задачи кафедры славянских языков // Славянская филология, выпуск 1, 1951. С. 3—8.
- Болгарские говоры южного Буджака // Статьи и материалы по болгарской диалектологии, выпуск 2, 1952. С. 4—20.
- К проблеме языковых смешений // Против вульгаризации и извращения марксизма в языкознании. Т. 2. М., 1952. С. 290—306.
- О некоторых вопросах сравнительно-исторического метода в языкознании. — Краткие сообщения Института славяноведения АН СССР, выпуск 7, с. 3—13.
- (совместно с Е. В. Чешко) Отчёт о диалектологической экспедиции в болгарские села Запорожской области УССР в августе 1950 г. // Статьи и материалы по болгарской диалектологии, выпуск 2, 1952. С. 99—106.
- Атлас болгарских говоров СССР // Доклады и сообщения Института языкознания АН СССР, том 2, 1952. С. 135—141.
- [Развитие зарубежного языкознания после выхода в свет труда И. В. Сталина «Марксизм и вопросы языкознания»]. Болгария // Вопросы языкознания, № 3, 1952. С. 122—128.
- Задачи изучения современного болгарского литературного языка // Краткие сообщения Института славяноведения АН СССР, выпуск 10, 1953. С. 9—22, 65—67, 107—108.
- Славянские элементы в молдавском языке // Вопросы молдавского языкознания. М., 1953. С. 150—158.
- (совместно с В. К. Журавлёвым, М. Г. Сенкевич, Н. И. Толстым, Е. В. Чешко) Отчёт о диалектологической экспедиции в болгарское село Суворово летом 1951 года // Статьи и материалы по болгарской диалектологии, выпуск 3, 1953. С. 110—149.
- Заметки по болгарской диалектологии // Славянская филология, выпуск 2, 1954. С. 68—75.
- Основные задачи, методы и принципы «Сравнительной грамматики славянских языков» // Вопросы языкознания, 1954, № 2. С. 49—67. То же. // Вопросы славянского языкознания, 1, 1954. С. 5—23.
- Вклад учёных Московского университета в изучение южных и западных славянских языков // Юбилейная научная сессия, посвящённая 200-летию Московского университета. Тезисы докладов филологического факультета. М., 1955. С. 18—20.
- Задачите на картографирането на българските народни говори (по материалите на «Атлас на българските говори на територията на СССР» // Български език, 1955, год. V , кн. 4. С. 297—307.
- Польский язык // Большая советская энциклопедия, 1955, издание 2-е, том 33. С. 661—662.
- Языкознание // История Московского университета. Том 1. М., 1955. С. 179—183, 334—337, 470—472.
- В отделении исторических наук (доклады о зарубежных поездках советских учёных) // Вестник Академии наук СССР, 1956, № 5. С. 85—86.
- [Выступление на дискуссии по вопросам субстрата] // Доклады и сообщения Института языкознания АН СССР, № 9, 1956. С. 130—134.
- Изучение македонского языка в Народной республике Македонии // Вопросы языкознания, 1956, № 2. С. 136—138.
- Очерк сравнительной грамматики славянских языков (проспект) // Краткие сообщения Института славяноведения АН СССР, выпуск 18. С. 3—26.
- Вклад учёных Московского университета в изучение болгарского языка // Известия на Института за български език, книга 5. С. 383—392.
- Из истории изучения южных славянских языков в России и в СССР // Вопросы славянского языкознания, 2, 1957. С. 123—152.
- К изучению редакций болгарских списков «Сокровища» Дамаскина Студита // Езиковедски изследвания в чест на академик Стефан Младенов. София, 1957. С. 215—224.
- М. С. Дринов — языковед // Краткие сообщения Института славяноведения АН СССР, выпуск 21, 1957. С. 37—50.
- Совместный труд болгарских и советских учёных // Славяне, № 1, 1957. С. 13—14.
- (совместно с С. Стойковым) Резултати от първата експедиция за събиране на материали за български диалектен атлас // Български език, 1957, год. VII, кн. 2. С. 181—186.
- List w sprawie pochodzenia polszczyzny literackiej // Język polski, № 3, 1957. S. 236—237.
- Балто-славянская языковая сообщность // Славянская филология. Т. 1. М., 1958. С. 45—67. См. также: Славяне, 1958, № 5. С. 51—52.
- Борис Михайлович Ляпунов // Вопросы языкознания, 1958, № 2. С. 67—75.
- «Вардар» К. П. Мисиркова // Slavistična revija, let. 11, 1958, № 3—4. С. 178—186.
- Методы и задачи изучения истории значений и функций падежей в славянских языках // Творительный падеж в славянских языках. М., 1958. С. 5—40.
- Об одном важном источнике «Болгарского лингвистического атласа» // Сборник статей по языкознанию. Профессору Московского университета академику В. В. Виноградову. М., 1958. С. 67—72.
- [Ответ на вопр. № 20]. Существовало ли балто-славянское языковое и этническое единство и как следует его понимать? // Сборник ответов на вопросы по языкознанию. М., 1958. С. 167—169. То же. // Вопросы языкознания, 1958, № 1. С. 48—49.
- [Ответ на вопр. № 24]. Какова роль субстрата в развитии фонетической системы и грамматического строя отдельных славянских языков? // Сборник ответов на вопросы по языкознанию. М., 1958. С. 216—219.
- [Ответ на вопр. № 5]. Каковы принципы составления дифференциальных двуязычных словарей славянских языков (русско-чешского, чешско-русского, чешско-польского и т. п.)? // Сборник ответов на вопросы по языкознанию. М., 1958. С. 38—40.
- (совместно с Р. И. Аванесовым) Лингвистическая география и структура языка. О принципах общеславянского лингвистического атласа. М., 130 с. [Доклад на IV Международном съезде славистов] Резюме доклада см. в кн.: IV Международный съезд славистов. Материалы дискуссии. М., 1962, т. 2. Проблемы славянского языкознания, с. 355—358.
- Cu privire la legâturile lingvistice slavo-romîne // Omagiu lui I. Iordan cu prilejul împlinirii a 70 de ani. Bucureşti, 1958. P. 77—79.
- Zur Genesis des Komparativs слаще im Russischen // Cercetari de lingvistică, Bucureşti, anul III, supliment, 1958. S. 115—117.
- Академик А. Теодоров-Балан // Известия АН СССР. Отделение литературы и языка, 1959, том 18, выпуск 4. С. 391—392.
- Изучването на българския език в Съветския Съюз // Българо-съветска дружба, София, 1959, № 17. С. 8.
- Из истории болгарских поселений в Крыму (по материалам Одесского исторического архива) // Изследвания в чест на Марин С. Дринов. София, 1960. С. 273—281.
- Из истории македонского литературного языка. «Вардар» К. П. Мисиркова // Славянская филология, выпуск 3, 1960. С. 70—79.
- Към историята на българска диалектология // Езиковедско-етнографски изследвания в памет на академик Стоян Романски. София, 1960. С. 345—348.
- Граюриле булгэрешть дин РССМ ши РССУ (режиуня Одеса). Болгарские говоры МССР и УССР (Одесская область) // Лимба ши литература молдовеняска, 1961, № 2. С. 33-38.
- Некоторые проблемы сравнительно-исторического изучения славянских языков // Краткие сообщения Института славяноведения АН СССР, 1961, выпуск 33/34. С. 179—186.
- Очередные проблемы сравнительно-исторического изучения славянских языков // Координационное совещание по актуальным проблемам славяноведения. М., 1961. С. 47—51.
- Труды М. В. Сергиевского в области балкановедения // Сборник статей по языкознанию. Памяти заслуженного деятеля науки профессора М. В. Сергиевского. М., 1961. С. 13—26.
- Об одной особенности глагольной флексии 1 л. ед. ч. настоящего времени в юго-восточных говорах Болгарии // Slavica pragensia, 1962, t. 4. S. 241—245.
- [Резюме выступления на подсекции «Славянские литературные языки и лексикология»] // IV Международный съезд славистов. Материалы дискуссии. Т. 2. Проблемы славянского языкознания. М., 1962. С. 62—63.
- A existat oare о limbă aparte daco-slavă? (Răspuns academicianului Al. Rosetti) // Studii şi cercetari lingvistice. Bucureşti, anul 13, № 2. P. 147—152.
- Да процъфтява във вековете славянската писменост // Отечествен фронт, 25 мая.
- К изучению истории болгарского литературного языка // Вопросы теории и истории языка. Л., 1963. С. 34—41.
- К истории слога в праславянском языке // Славянское языкознание. Доклады советской делегации. V Международный съезд славистов. М., 1963. С. 53—69.
- Карпатский диалектологический атлас // Вопросы языкознания, 1963, № 4. С. 72—84.
- Любомир Милетич (к столетию со дня рождения) // Краткие сообщения Института славяноведения АН СССР, выпуск 38, 1963. С. 68—70.
- [Ответ на вопр. № 2]. Съществувал ли единен балкански субстрат (или субстрати) и възможно ли е въз основа на анализа на балканизмите да се възстановят чертите на този субстрат (тези субстрати)? // Славянска филология. Т. 1. Отговори на въпросите за научната анкета по езикознание. София, 1963. С. 305—306.
- [Ответ на вопр. № 1]. В какой мере и каким образом можно реконструировать лексический фонд праславянского языка? Каким путём следует решать вопрос лексических диалектных различий праславянского языка? // Известия АН СССР. Отделение литературы и языка, 1963, том 22, выпуск 4. С. 312—313. То же. // Славянска филология. Т. 1. Отговори на въпросите за научната анкета по езикознание. София, 1963. С. 59—60.
- [Ответ на вопрос № 7.] Какви са задачите и принципите за построяване на атлас на балканския езиков съюз // Славянска филология. Т. 1. Отговори на въпросите за научната анкета по езикознание. София, 1963. С. 321—322.
- Памяти Л. А. Булаховского // Краткие сообщения Института славяноведения АН СССР, выпуск 38, 1963. С. 98—99.
- Русское славяноведение о сербо-лужицких языках // Сербо-лужицкий лингвистический сборник. М., 1963. С. 5—22.
- (совместно с Е. В. Чешко) Классификация юго-восточных говоров Болгарии // Известия АН СССР. Отделение литературы и языка, 1963, том 22, выпуск 4. С. 289—299.
- Слов’янські мови // Українська радянська енціклопедія, том 13, 1963. С. 256—257.
- Ещё раз о происхождении русского цоканья // Romanoslavica. Bucureşti, 1964, t. 10. P. 191—192.
- Из «Карпатского диалектологического атласа» // Lingua viget. (Commentationes Slavicae in honorem V. Kiparsky). Helsinki, 1964. S. 19—24.
- К истории праславянского аблаута (ступень редукции) // Проблемы сравнительной грамматики индоевропейских языков. Научная сессия. Тезисы докладов. М., 1964. С. 78—79.
- Карпатский диалектологический атлас // Проблемы лингво- и этногеографии и ареальной диалектологии. Тезисы докладов. М., 1964. С. 28—31.
- М. Фасмер // Краткие сообщения Института славяноведения АН СССР, выпуск 41, 1964. С. 102—103.
- Изучение диалектов карпатского ареала // XII Республіканська діалектологічна нарада. Тези доповідей. Київ, 1965. С. 13—14.
- К изучению польско-южнославянских языковых связей // Studia z filologii polskiej i słowiańskiej. Warszawa, 1965, t. 5. S. 36-47.
- К истории слога в праславянском языке. [Резюме по докладу и выступления по докладам М. Думитреску «Наблюдения над фонетикой русских говоров на территории Румынии», Э. Врабие «Место славянских говоров на территории Румынской Народной Республики в системе славянских языков и их значение для славянской диалектологии» и С. Стойкова «Основното диалектно деление на български език» на V Международном съезде славистов.] // Славянска филология, т. 7, 1965. С. 166—167, 215—216, 223.
- Неславянские языки в Общеславянском лингвистическом атласе // Общеславянский лингвистический атлас. М., 1965. С. 36—47.
- Тадеуш Лер-Сплавинский // Советское славяноведение, 1965, № 3. С. 139—140.
- О некоторых вопросах теории чередований // Советское славяноведение, 1965, № 5. С. 45—52.
- Памяти В. И. Григоровича (к 150-летию со дня рождения) // Известия АН СССР. Отделение литературы и языка, 1965, том 24, выпуск 4. С. 359—362.
- Тайное болгарское общество «Искра», 1892 год. (По материалам Одесского областного архива) // Славянское источниковедение. М., 1965. С. 166—171.
- Observaţii critice privind periodizarea istoriei limbii române // Omagiu lui Alexandru Rosetti la 70 de ani. Bucureşti, 1965. P. 61—64.
- Международная конференция по изучению сербо-лужицких языков в ГДР // Вестник МГУ. Филология, 1966, № 6. С. 91—95.
- Спомен за Димитър Гачев // Език и литература, год. XXI, кн. 1, 1966. С. 98—99.
- Les langues turkes de la péninsule des Balkans et «l’union des langues balkaniques» // Les problemes fondamentaux de la linguistique balkaniques. Sofia, 1966. С. 82—91.
- В. М. Иллич-Свитыч // Slavia, 1967, № 2. С. 341—342.
- Советской славянской филологии 50 лет // Советское славяноведение, 1967, № 5. С. 77—93.
- Подвигът на народните просветители // Днес и утре, 1967, № 9. С. 4, 10—11.
- Введение в славянскую морфонологию // Вопросы языкознания, 1968, № 4. С. 43—59.
- [Выступления по докладам Г. Хазаи о проблемах и задачах балкано-тюркологии, И. Русека о балканизмах в среднеболгарских памятниках XII—XIII вв., Е. Петровича о болгарских элементах в истрорумынском диалекте и территории формирования румынского языка, Е. Врабие о терминологических метафорах у румын и других народов юго-восточной Европы] // Actes du premier congres international des études balkaniques et sud-est européennes. VI. Linguistique. Sofia, 1968. P. 119, 182, 229, 646—647.
- Контракция и структура слога в славянских языках // Славянское языкознание. VI Международный съезд славистов. Доклады советской делегации. М., 1968. C. 19—31.
- Les lanques turques de la péninsule des Balkans et «l’union des langues balkaniques» // Actes du premier congres international des études balkaniques et sud-est europeennes. VI. Linguistique. Sofia, 1968. С. 73—79, 89.
- Zum Studium des altslawischen ostbulgarischer Redaktion des IX—X Jahrhunderts // Annuaire de L’Institut de Philologie et d’Histoire Orientales et Slaves, t. XVIII, Bruxelles, 1968. P 55—63.
- Заметки по болгарской лексикографии // Славянская филология. Л., 1969. С. 50—56.
- Из болгарской лексикологии и лексикографии // Советское славяноведение, 1969, № 4. С. 76—80.
- К проблеме именных основ в праславянском // Зборник за филологију и лингвистику. Нови Сад, књ. XII, 1969. С. 7—19.
- Памяти Э. Петровича // Советское славяноведение, 1969, № 2. С. 135.
- Успехи на българските езиковеди // Народна култура. София, 1969, 16 августа.
- Памяти профессора Стойко Стойкова // Советское славяноведение, 1970, № 3. С. 125—127.
- Очерки славянской морфонологии (чередование в парадигме настоящего времени) // Вестник МГУ. Филология, 1970, № 3, с. 3—18; № 4, с. 45—58.
- Следы консонантных именных основ в славянских языках. (Следы основ на -s) // Вопросы языкознания, 1970, № 3. С. 71—96.
- О предмете морфонологии // Пристапни предавања, прилози и библиографија на новите членови на Македонската академија на науките и уметностите. Скопје, 1970. С. 11—18.
- (совм. с Р. И. Аванесовым) Стойко Стойков (1912—1969) // Общеславянский лингвистический атлас. М., 1970. С. 226—227.
- (совм. с Г. П. Клепиковой) Проблемы карпатского языкознания и ОЛА // Тезисы докладов и сообщений по вопросам диалектологии и истории языка. М., 1971. С. 26—29.
- К вопросу о научных школах и направлениях в языкознании // Сборник в честь 60-летия Р. А. Будагова. Общее и романское языкознание. М., 1972. С. 137—143.
- К истории славянского суффикса — tel’ь // Русское и славянское языкознание. К 70-летию члена-корреспондента АН СССР Р. И. Аванесова. М., 1972. С. 36—42.
- Проблемы интерференции языков карпато-дунайского ареала // Культура та побут населения Українських Карпат. Ужгород, 1972. С. 7—9.
- Проблемы карпатского языкознания // Карпатская диалектология и ономастика. М., 1972. С. 3—15.
- Дмитрий Николаевич Ушаков: (Страницы воспоминаний) // Вестник МГУ. Филология, 1973, № 1. С. 78—85.
- (совм. с Р. В. Булатовой) Конференция по сравнительно-исторической грамматике // Советское славяноведение, 1973, № 5. С. 123—126.
- Очерки славянской морфонологии: (чередования согласных в именах на -а) // Славянская филология. Вып. 8. М., 1973. С. 89—96.
- Проблемы интерференции языков карпато-дунайского ареала в свете данных сравнительной диалектологии // Славянское языкознание: VII Международный съезд славистов. М., 1973. С. 25-41.
- В памет на приятеля и другаря // В памет на професор Стойко Стойков. София, 1974. С. 15—19.
- Интерференция языков карпатского ареала. М. 16 с. — III Междунар. съезд по изучению стран Юго-Восточной Европы; Тезисы Linguistique, littéraire, folklore, ethnographie, arts, droit et institutions. T. 2. Bucarest, 1972, S. 11—12.
- Национальное Возрождение славянских народов и формирование славянских литературных языков. — Славянские культуры в эпоху формирования и развития славянских наций (XVIII—XIX вв.): Тезисы докл. М. С. 25—26.
- Николай Константинович Дмитриев // Вестник МГУ. Филология, 1974, № 6. М. С. 42—51.
- Семидесятилетие Ивана Лекова // Советское славяноведение, 1974, № 3. С. 141—142.
- The Question of Scientific Schools and Trends in Linguistics // Linguistics. N 157. The Hague — Paris, 1975. P. 5—12.
- Взаимодействие языков карпато-дунайского ареала // Карпатский сборник. М.: Наука, 1976. С. 16—21.
- Витольд Дорошевский // Советское славяноведение, 1976, № 6. С. 113—115.
- Интерференция языков карпатского ареала // Балканские исследования: Проблемы истории и культуры. М.: Наука, 1976. С. 202—228.
- Лингвистические аспекты карпатистики // Общекарпатский диалектологический атлас. Лингвистические и этнографические аспекты. Кишинев, 1976. С. 5—10.
- (совм. с Р. Удлером) «Общекарпатский диалектологический атлас» и его восточно-романский аспект // Лимба ши литература молдовеняскэ. Кишинэу, 1976, № 2. С. 49—56.
- Памяти академика Александра Белича // Зборник радова о Александру Белићу. Београд, 1976. С. 61—65.
- Памяти Кирилла Мирчева // Вестник МГУ. Филология, 1976, № 5. С. 94—95.
- (совм. с Г. П. Клепиковой) Процессы языковой интерференции на Карпатах и «Общекарпатский диалектологический атлас» // Советское славяноведение, 1976, № 2. С. 63—69.
- Славянские языки // Большая советская энциклопедия, 1976, 3-е изд. Т. 23. Стлб. 1642—1646.
- Сравнительная грамматика славянских языков: (Программа курса. Комментарий к программе. Методические заметки) // Вестник МГУ. Филология, 1976, № 6. С. 45 — 62.
- Zur bulgarischen Lexikologie und Lexikographie. 3. Акуратен u. a. // Zeitschrift für Slawistik, 1976. N 6. S. 789—793.
- Введение // Славянские языки: Очерк грамматики западнославянских и южнославянских языков. М.: МГУ, 1977. С. 5—18.
- К вопросу об иерархии фонетических законов праславянского периода // Slovansko jezikoslovje. Nahtigalov zbornik ob stoletnici rojstva. Ljubljana, 1977. S. 15—25.
- Национальное Возрождение и формирование славянских литературных языков // Формирование национальных культур в странах Центральной и Юго-Восточной Европы. М.: Наука, 1977. С. 50—58.
- Общекарпатский диалектологический атлас // Celokarpatský dialektologický atlas. Bratislava, r. 26, 1977. S. 35—46.
- Б. Гавранек // Вопросы языкознания, 1978, № 6. С. 173—175.
- Итоги работы над «Общекарпатским диалектологическим атласом» и задачи VI Международной конференции по ОКДА // Справочно-информационные материалы по ОКДА. М., 1978. С. 3—8.
- К изучению старославянизмов в русском языке // Проблемы общего и германского языкознания. М., 1978. С. 97—102.
- Культурный язык — письменный язык — литературный язык // Славянские культуры в эпоху формирования и развития славянских наций. XVIII—XIX вв.: Материалы Международной научной конференции ЮНЕСКО. М.: Наука, 1978. С. 106—111.
- (совм. с Г. П. Клепиковой) Общекарпатский диалектологический атлас. Принципы. Предварительные итоги // Славянское языкознание: VIII Международный съезд славистов. М., 1978. С. 27—41.
- Палеобалканистический аспект карпато-балканской проблематики // Античная балканистика: Симпозиум. Предварительные материалы. М. Выпуск 3, 1978. С. 4—6.
- Щепкин Вячеслав Николаевич // Большая советская энциклопедия, 1978, 3-е изд. Т. 29. Стлб. 1590.
- Афанасий Матвеевич Селищев // Вестник МГУ, 1979, № 6. С. 55—58.
- Балканская тюркология в СССР // Балканские исследования. М.: Наука. Выпуск 5, 1979. С. 222—231.
- Главни проблеми на историята на българския език // Изследвания върху историята и диалектите на българския език. София, 1979. С. 46—52.
- Задачи VII Международной конференции по «Общекарпатскому диалектологическому атласу» // Справочно-информационные материалы по ОКДА. М., 1979. С. 4—10.
- Билярский Петр Спиридонович // Славяноведение в дореволюционной России: Биобиблиографический словарь. М., 1979. С. 72—73.
- Григорович Виктор Иванович // Славяноведение в дореволюционной России: Биобиблиографический словарь. М., 1979. С. 131—134.
- Корш Фёдор Евгеньевич // Славяноведение в дореволюционной России: Биобиблиографический словарь. М., 1979. С. 190—191.
- (совм. с М. Ю. Досталь) Срезневский Измаил Иванович // Славяноведение в дореволюционной России: Биобиблиографический словарь. М., 1979. С. 318—321.
- Томсон Александр Иванович // Славяноведение в дореволюционной России: Биобиблиографический словарь. М., 1979. С. 331.
- Щепкин Вячеслав Николаевич // Славяноведение в дореволюционной России: Биобиблиографический словарь. М., 1979. С. 376—377.
- Мисли за началния период от историята на българския литературен език // Изследвания из историята на българския книжовен език от миналия век: Сб., посветен на 100-годишнината от Априлското възстание. София, 1979. С. 29—34.
- О некоторых аспектах «Общекарпатского диалектологического атласа» // Prace językoznawcze, zeszyt 61, Warszawa; Kraków, 1979. S. 9—17.
- О некоторых вопросах изучения истории русского славяноведения // Вестник МГУ. Филология, 1979, № 4. С. 3—18.
- Прародина славян (языковая) // Русский язык. Энциклопедия. М.: Советская энциклопедия, 1979. С. 323—324.
- Праславянский язык // Русский язык: Энциклопедия. М.: Советская энциклопедия, 1979. С. 224—225.
- Славянские языки // Русский язык: Энциклопедия. М.: Советская энциклопедия, 1979. С. 297—300.
- Из карпатского диалектологического атласа: к этимологии *grěxъ // Philologica. Brno, ročník 30, 1980. S. 31—35.
- К этимологии праславянского *degъtь ‘pix axungia’ // В чест на акад. Владимир Георгиев. Езиковедски проучвания. София, 1980. С. 206—212.
- Основные этапы переселения болгар в Россию в XVIII—XIX вв. // Советское славяноведение, 1980, № 1. С. 42—59.
- О некоторых аспектах проблемы этногенеза славян // Studia z filologii polskiej. Warszawa, 1980. S. 53—58.
- (совм. с Г. П. Клепиковой) Общекарпатский диалектологический атлас и проблемы сотрудничества лингвистов и этнографов // Carpatobalcanica, X, 1/2. Bratislava, 1980. S. 9—33.
- Олег Николаевич Трубачев: (К пятидесятилетию со дня рождения) // Известия АН СССР. Отделение литературы и языка, 1981, № 1. С. 85—88.
- Из истории русского славяноведения: Виктор Иванович Григорович // Известия АН СССР. Отделение литературы и языка, 1981, № 6. С. 533—538.
- Академик П. С. Билярский и его вклад в изучение языка средне-болгарской письменности // Язык и письменность среднеболгарского периода. М., 1982. С. 131—144.
- Актуални проблеми при изучаването на историята на българския език // Българистиката на своя първи конгрес: Информ. бюл. 2. София., 1982. С. 128.
- «Библиографические листы» П. И. Кеппена // Известия АН СССР. Отделение литературы и языка, 1982, № 1. С. 47—58.
- Западнославянские (моравские) элементы в сказании «О письменах» Черноризца Храбра // Македонски јазик. XXXII—XXXIII, 1982. С. 43—48.
- (совм. с Г. П. Клепиковой) Историко-культурные аспекты ареальной диалектологии (на материале «Общекарпатского диалектологического атласа») // Славянские культуры и мировой культурный процесс: Международная научная конференция. Тезисы докладов и сообщений. Минск, 1982. С. 13—15.
- Тюркский языковой мир и балканистика // Балканские исследования. Выпуск 7, 1982. С. 254—264.
- Актуални проблеми при изучаването на историята на бьлгарския език // Исторически развой на българския език: I Междунар. конгрес по българистика. Доклади. София, 1983. С. 20—39.
- Актуальные задачи изучения истории болгарского языка // Вестник МГУ. Филология, 1983, № 4. С. 3—13.
- К вопросу о членении болгарских диалектов // Вопросы языкознания, 1983, № 4. С. 10—18.
- (совместно с Л. А. Гиндиным и Г. П. Клепиковой) «Общекарпатский диалектологический атлас» и некоторые проблемы южнославянского этногенеза // Славянское языкознание. IX Международный съезд славистов. М., 1983. С. 13—17.
- Cyrillo-methodiana в России // Учёные записка Тартуского университета. Выпуск 649. Из истории славяноведения в России. II. Труды по русской и славянской филологии, 1983. С. 22—29.
- (совм. с Л. А. Гиндиным и Г. П. Клепиковой) Le rôle des données de «L’Atlas dialectologique des Carpathes» pour l’étude des processes linguistiques et ethniques de l’aide carpatho-balkanique. — IX Междунар. съезд славистов. Резюме докладов и письменных сообщений. М., 1983. С. 8.
- Ещё раз о Срезневском // Советское славяноведение, 1984, № 2. С. 87—93.
- Из портретов моих современников: Петр Саввич Кузнецов (К 15-летию со дня смерти) // Slavia, 1984, № 2. S. 164—171.
- (совместно с Г. П. Клепиковой) Историко-культурные аспекты лингво-географического изучения карпато-балканской зоны // Славянское и балканское языкознание. М., 1984. С. 36—38.
- К изучению тюркизмов (турцизмов) в южнославянских языках // Славянское и балканское языкознание. М.: Наука, 1984. С. 5—10.
- Место курса «Старославянский язык» в системе университетского филологического образования // Актуальные проблемы изучения и преподавания старославянского языка: Материалы Первого научно-методического совещания-семинара преподавателей старославянского языка университетов. М.: МГУ, 1984. С. 8—14.
- Некоторые вопросы методики изучения проблем этногенеза славян // Этногенез народов Балкан и Северного Причерноморья: Лингвистика, история, археология. М., 1984. С. 11—17.
- Проблема славянизации Балкан и вопросы диалектного членения древнеболгарского языка // Античная балканистика: Карпато-балканский регион в диахронии. Предварительные материалы к международному симпозиуму. М., 1984. С. 4.
- Р. И. Аванесов (1902—1982) // Общеславянский лингвистический атлас. 1981. М.: Наука, 1984. С. 362—364.
- К вопросу о различных видах лингвистических атласов // Зборник за филологију и лингвистику. Нови Сад, књ. XXVII — XXVIII, 1985. С. 65—68.
- О некоторых итогах и перспективах лингвистических исследований Карпато-Дунайского региона // Carpatobalcanica, XIV, 1—2. Bratislava, 1985. S. 79—102.
- 150-летие образования кафедр славянской филологии в России // Информационный бюллетень МАИРСК. М. № 12. С. 28—32.
- К niektorým záverom a perspektívam lingvistických výskumov Karpatsko-Dunajského regiónu // Slovenský národopis. Bratislava, № 4, 1985. S. 665—673.
- Афанасий Матвеевич Селищев // Русская речь, 1986, № 1. С. 82—88.
- Вклад А. М. Селищева в изучение русских диалектов (К 100-летию со дня рождения) // Вопросы языкознания, № 5, 1986. С. 14—22.
- Несколько слов о ностратической гипотезе // Вопросы языкознания, № 3, 1986. С. 38—41.
- Размышления о славянской диалектологии // Славянское и балканское языкознание: Проблемы диалектологии. Категория посессивности. М., 1986. С. 3—10.
- (совместно с В. П. Гудковым, С. В. Смирновым) Начало изучения языков западных и южных славян // Славяноведение в дореволюционной России: Изучение южных и западных славян. М.: Наука, 1988. С. 54—61.
- (совместно с В. П. Гудковым, С. В. Смирновым) Изучение и преподавание южнославянских и западнославянских языков // Славяноведение в дореволюционной России: Изучение южных и западных славян. М.: Наука, 1988. С. 155—167.
- (совместно с В. П. Гудковым, С. В. Смирновым) Результаты научных исследований и подготовка кадров в области славянского языкознания // Славяноведение в дореволюционной России: Изучение южных и западных славян. М.: Наука, 1988. С. 259—284.
- Славянское языкознание // Славяноведение в дореволюционной России: Изучение южных и западных славян. М.: Наука, 1988. С. 368—372.
- (совместно с Р. А. Будаговым) Ку привире ла унитатя де лимбэ ромыно-молдовеняскэ // Нистру. Кишинэў, 1988, № 11. С. 132—136.
- Наука курсом обновления // Советское славяноведение, 1988, № 6. С. 3—4.
- Общекарпатский диалектологический атлас: Некоторые предварительные итоги // Прилози, ХІІІ/1. Скопје, 1988. С. 133—141.
- Портреты моих современников: Милий Герасимович Долобко // Зборник за филологију и лингвистику. Нови Сад. Т. XXXI/1, 1988. С. 7—22.
- (совместно с Г. П. Клепиковой) Восточнороманское влияние в лексико-семантической сфере внутри и вне балканского языкового союза (БЯС) // Материалы к VI Международному конгрессу по изучению стран Юго-Восточной Европы: Лингвистика. М.: Наука, 1989. С. 66—84.
- (совместно с Г. П. Клепиковой) Лингвогеографическое изучение карпатской (карпато-балканской) зоны и проблема диахронической интерпретации «карпатизмов» // Общеславянский лингвистический атлас. 1985—1987. М., 1989. С. 129—147.
- Трагическая страница из истории славянской филологии (30-е годы XX века) // Советское славяноведение, 1989, № 1. С. 77—82.
- Южные славяне в балканской перспективе // Советское славяноведение, 1989, № 4. С. 64—66.
- Общеславянский лингвистический атлас (ОЛА). Критические заметки // Вопросы языкознания, 1990, № 6. С. 5—15.
- Некоторые итоги и перспективы работы над ОКДА // Limba şi literature moldovenească. Chişinău, 1990, № 5.
- (совместно с Г. П. Клепиковой) К проблеме дифференциации славянского диалектного ландшафта // Славистические исследования. ИСБ РАН. М., 1992. С. 24—27.
- Представление первых томов ОЛА научной общественности Москвы // Общеславянский лингвистический атлас. Материалы и исследования. 1988—1990. М., 1993. С. 212—213.
- (совместно с Б. Видоеским, Г. Клепиковой, П. Лизанцом, И. Рипкой, Я. Сятковским) Проблемы дифференциации славянского диалектного ландшафта (по данным ОКДА). М., 1993. 38 с. То же // XI. medzinárodný zjazd slavistov. Zborník rezumé. Bratislava, s. 402—403.
- Кость Михальчук — учений, особістість // Проблеми сучасної ареалогії. Київ, 1993. С. 20—24.
- (совместно с Г. П. Клепиковой) О некоторых итогах работы над «Общекарпатским диалектологическим атласом» // Общеславянский лингвистический атлас. Материалы и исследования. 1991—1993. М.: ИРЯ РАН, 1996. С. 75-88.
- К юбилею Е. И. Дёминой // Славяноведение, 1997, № 2. С. 117.
- (совместно с Г. П. Клепиковой) Славяно-румынские языковые контакты в свете новых данных славянской лингвогеографии // Славянское языкознание. XII Международный съезд славистов. Доклады российской делегации. М., 1998. С. 47-68.
- Ещё раз о значении славизмов в неславянских языках как источнике по истории славянских языков (К публикации книги П. Н. Лизанца) // Общеславянский лингвистический атлас. Материалы и исследования. 1994—1996. М.: Индрик, 2000. С. 223—230.

- A. Martel. Michel Lomonosov et la langue litteraire russe. Paris, 1933 // Мовознавство, 1936, № 9. С. 115—122.
- Грунський М. К. Вступ до слов’янського мовознавства. Київ — Львів, «Рад. школа», 1946 // Доклады и сообщения филологического факультета МГУ, 1947, выпуск 3. С. 49—53.
- Румынский лингвистический атлас. Atlasul lingvistic român de Muzeul limbii române din Cluj sub conducerea lui S. Puşcariu. Parteal de Pop. Vol. I. Cluj, 1938; vol. II, 1942; Partea II de E. Petrovici. Vol. I. Cluj, 1940 // Бюллетень диалектологического сектора ИРЯ АН СССР, 1948, выпуск З. С. 93—100.
- (совместно с В. Т. Дитякиным) Документы к истории славяноведения в России (1850—1912). М.—Л., 1948 // Вопросы истории, 1949, № 1. С. 132—135.
- Р. И. Аванесов, С. Р. Бромлей, Л. Н. Булатова и др. Атлас русских народных говоров центральных областей к востоку от Москвы. Карты. Вступительные статьи, справочные материалы и комментарии к картам. М., 1957 // Известия АН СССР. Отделение литературы и языка, 1958, том 17, выпуск 4. С. 361—368.
- М. Romportl. Zvuková stránka souvislé řeči v nářečích na Těšínsku. Fonetická studie. Ostrava, krajské nakladatelství, 1958. 125 c. // Вопросы языкознания, 1961, № 1. С. 137—138.
- Slovník jazyka staroslověnského. Lexicon linguae palaeoslovanicae. Hlavní redaktor J. Kurz. Seš. ukazk. 1—3. Praha, 1952—1959 // Slavia, ročník XXX, sešit 2, 1961. S. 318—325.
- К. Мирчев, X. Кодов. Енински апостол. Старобългарски паметник от XI в. София, БАН, 1965, стр. 264 // Советское славяноведение, 1966, № 1. С. 102—103.
- «Филологические труды» в честь академика В. Дорошевского // Советское славяноведение, 1966, № 3. С. 90—93.
- С. Стойков. Банатският говор. София, 1967. 489 стр. // Советское славяноведение, 1968, № 4. С. 124—128.
- (совместно с Г. П. Клепиковой) Атласул лингвистик молдовенеск. I, п. I — Фонетика де Р. Удлер. 235 хэрць; п. II — Фонетика де Р. Удлер. Морфоложия де В. Мелник ши В. Комарницки. 285 хэрць; Артиколе ынтродуктиве. Анексе. 176 с. Кишинэу, 1968 // Вопросы языкознания, 1969, № 5. С. 120—126.
- (совместно с Г. К. Венедиктовым) С. Стойков. Българска диалектология. Второ поправено издание. София, 1968. 297 с. // Вопросы языкознания, 1969, № 4. С. 134—136.
- (совместно с О. С. Плотниковой) Slovar slovenskega knjižnega jezika. Kn. 1. Ljubljana 1970. Академический словарь словенского литературного языка // Вестник МГУ. Филология. № 4, 1972. С. 82—84.
- Ramovš F. Zbrano delo. Kn. 1. Ljubljana, 1971, 327 s. // Советское славяноведение, 1973, № 1. С. 88—89.
- Польские говоры в СССР. Ч. I. Исследования и материалы. 1967—1969. Минск, 1973. 232 с.; Ч. II. Исследования и материалы. 1969—1971. Минск, 1973. 215 с. // Советское славяноведение, 1974, № 2. С. 89—91.
- Atlas językowy Kaszubszczyzny i dialektów sąsiednich. I—XV. Wrocław — Warszawa — Kraków: PAN, 1964—1978 // Советское славяноведение, 1979, № 4. С. 121—122.
- Демина Е. И. Тихонравовский дамаскин. Болгарский памятник XVII в. Исследование и текст. Т. I. София, 1968. 235 с.; Т. II. София, 1971. 382 с.; Т. III. София, 1985. 264 с. // Советское славяноведение, 1987, № 2. С.113—116.